# Мінська площа (Київ)
Мі́нська пло́ща — площа в Оболонському районі міста Києва, житловий масив Оболонь. Розташована на перетині Оболонського проспекту і вулиці Левка Лук'яненка.

## Історія
Виникла наприкінці 1970-х років як безіменна площа на стику новопрокладених вулиць. Сучасна назва — з 1982 року.
Поблизу площі розташований сквер, де встановлено пам'ятник Архангелу Михаїлу — покровителю Києва.
Назву Мінська площа у 1975—1981 роках мала нині безіменна площа на перетині проспекту Червоних козаків (нині — проспект Степана Бандери) та вулиць Новокостянтинівської і Дем'яна Коротченка (нині — вулиця Олени Теліги) на Куренівці (у XIX — 1-й половині XX століття — Троїцька площа).

## Зображення

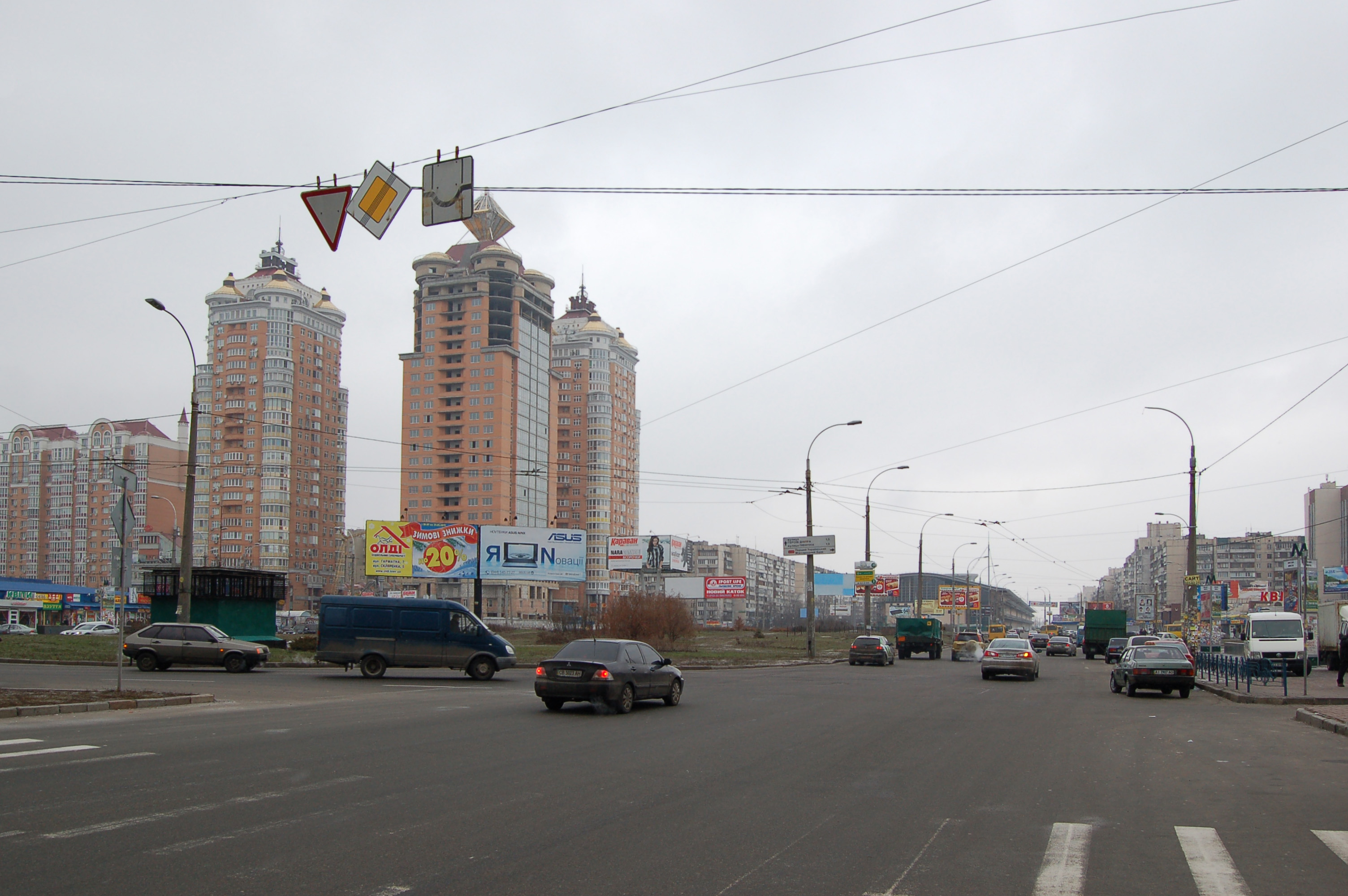
Мінська площа
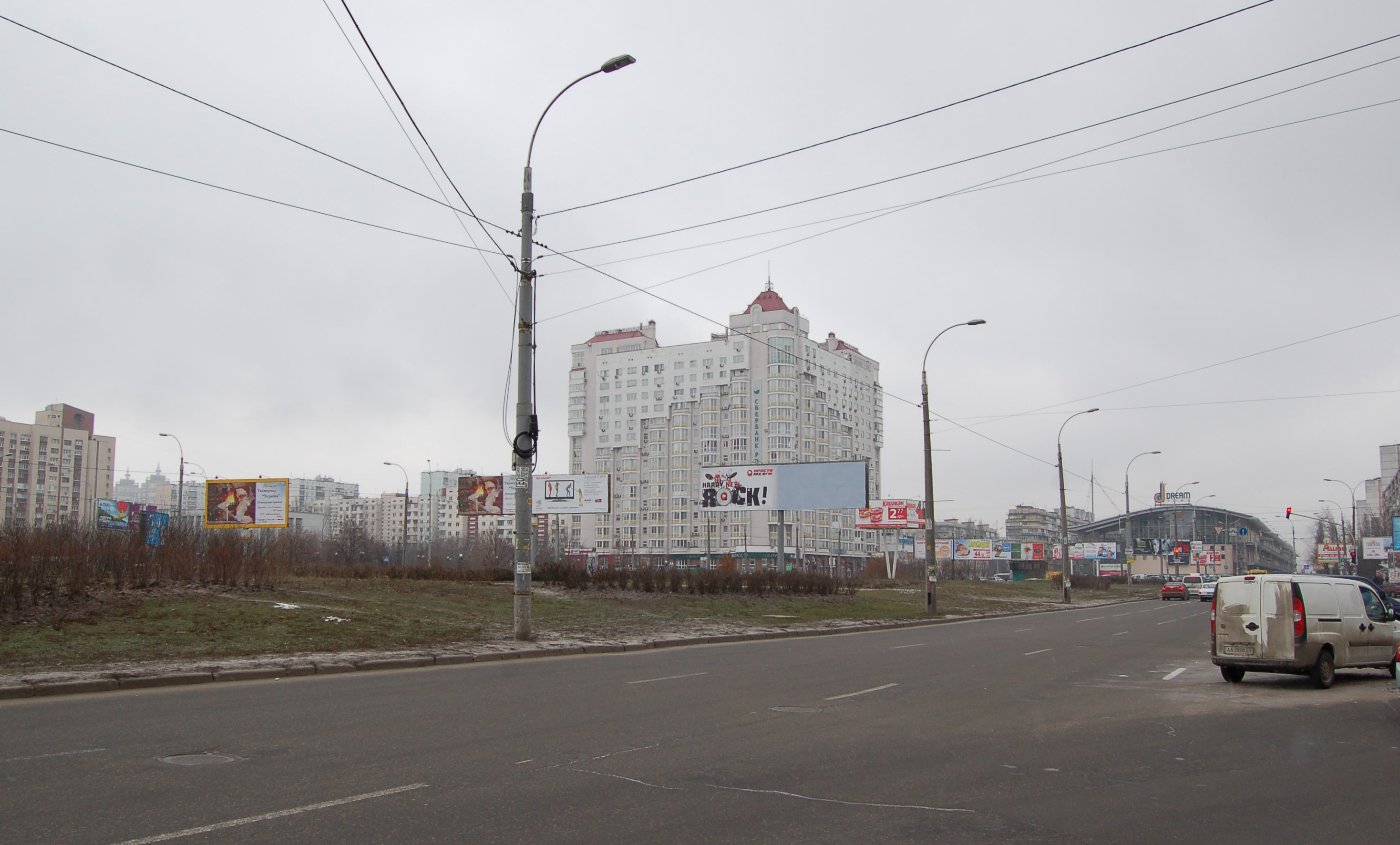
Мінська площа
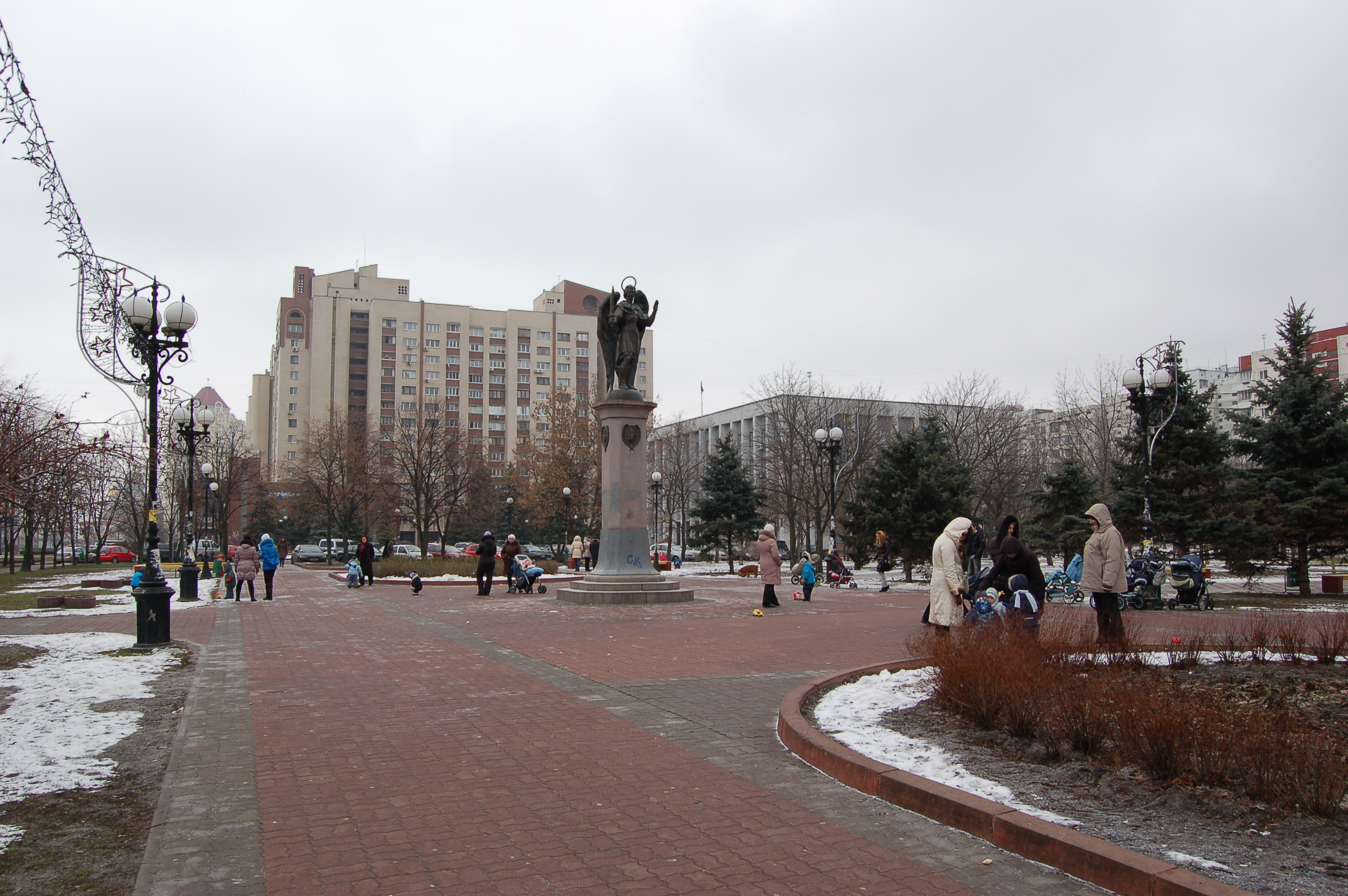
Сквер
Пам'ятник Архангелу Михаїлу